# Contrações de Braxton Hicks
As contrações de Braxton Hicks ou falso trabalho de parto são falsas contrações de parto, descritas pela primeira vez em 1872 pelo ginecologista inglês John Braxton Hicks.
Essas contrações (falso trabalho de parto) começam a acontecer por volta da vigésima semana de gestação, e apesar de serem indolores elas podem ser desconfortáveis.